# Артпедагогика
А́ртпедаго́гика (арт-терапевтическая педагогика, эстетопедагогика, артпедагогический подход, арт-терапия) — отрасль педагогической науки, базирующаяся на слиянии педагогики и искусства, и изучающая закономерности воспитания и развития человека посредством искусства. Артпедагогика занимается разработкой теории и практики, обеспечивает разработку теории и практики процесса художественного развития людей, формирует основы культуры личности через искусство и художественно-творческую деятельность. Суть артпедагогики состоит в воспитании, обучении и развитии средствами искусства личностей; формировании у них основ художественной культуры и овладении практическими навыками в разных видах художественной деятельности.

## Возникновение артпедагогики
Арт-терапия возникла ещё в древности, а такая её разновидность, как артпедагогика — в середине XX века. Жан-Жак Руссо одним из первых предположил, что нужно понаблюдать за игрой ребёнка, чтобы понять его. Однако игру как метод арт-терапии стали применять гораздо позже: в 1920 году. Наблюдая за играми детей, психоаналитики заметили, что в процессе игры ребёнок воспроизводит свои переживания и создает модель «решения» своих проблем.
В арт-педагогике активно используются живопись, фотографии, дидактические игры, музыка и танцы.
Цели и задачи артпедагогики расходятся с целями и задачами арт-терапии. Одна из основных целей арт-терапии — коррекция психоэмоционального состояния клиента, испытывающего трудности эмоционального развития в результате стресса, неудовлетворения семейными отношениями, переживания эмоционального отторжения другими людьми и др. факторов, что приводит детей к депрессии, эмоциональной неустойчивости, импульсивности эмоциональных реакций, чувству одиночества, межличностным конфликтам, низкой самооценке и тому подобным состояниям. Цель артпедагогики — активизация познавательной деятельности учащихся средствами искусства, развитие творческого воображения, эмоциональной памяти, гармонизация духовно-нравственного состояния внутреннего мира детей и их социализация, воспитание самоидентификации личности ребёнка в процессе приобщения к национальному и мировому искусству, развитие любви к ценностным смыслам искусства и культуры, их духовно-нравственным народным традициям, запечатлённым в произведениях отечественной живописи, скульптуре, музыке, литературе, театре, хореографии, песнопениях, в произведениях материальной культуры и других видах народного творчества.
Одно можно сказать с полной уверенностью: все функции культуры и искусства, о которых можно прочитать выше, оказывают терапевтический эффект на формирующуюся личность ребёнка. Тем не менее при этом важно учитывать тот факт, что каждый вид искусства влияет по-разному на каждого ребёнка, это зависит от его особенностей развития. Сегодня артпедагогика сосредоточена на изучении положительного влияния на детей различного возраста с различными отклонениями в развитии. На современном этапе развития арт-терапии всё внимание исследователей и педагогов-воспитателей сосредоточено на наблюдении за исцеляющим воздействием различных арт-терапевтических игр на детей различного возраста с различными отклонениями в развитии. В основном подобного рода наблюдения проводят над детьми дошкольного и младшего школьного возраста. Применяемая артпедагогика — это путь к восстановлению гармонии в эмоциональном мире ребёнка, это средство развития мышления и самооценки, то есть это помощь ребёнку войти бесконфликтно в мир взрослых, в мир родной природы и её отражения в родном искусстве, ощутить красоту и гармонию творческого постижения окружающей действительности..

## Функции артпедагогики
- культурологическая (обусловлена объективной связью личности с культурой как системой ценностей, развитием человека как творца на основе усвоения художественной культуры);
- образовательная (направлена на развитие личности и познание ею действительности через искусство; обеспечивает усвоение знаний в сфере искусства и практических навыков художественно-творческой деятельности);
- воспитательная (формирует морально-эстетические, коммуникативно-рефлективные основы личности; содействует её социокультурной адаптации с помощью искусства);
- коррекционная (содействует профилактики, коррекции и компенсации недостатков развития).[4].

## Задачи артпедагогики
Существует несколько задач артпедагогики:
- ясное понимание исследовательской проблемы, которую поставил перед собой (каковы тема и проблема исследования),
- чёткая постановка цели (что исследователь хочет получить в результате исследовательской деятельности),
- готовности исследователя к углублённой психолого-педагогической аналитической деятельности детей-дошкольников в условиях организованной экспериментатором личностно-деятельностной среды для детей средствами арт-педагогических упражнений и задач,
- классификация художественно-эстетических арт-педагогических упражнений и задач для детей с отклонениями в развитии,
- умение вести наблюдение за поведением детей в различных ситуациях арт-педагогических игр и фиксировать их воздействие на интеллектуальные, эмоциональные и волевые качества личности ребёнка,
- способность к обобщению полученных результатов на теоретическом и практическом уровне и так далее[5].

В основном решением данных задач занимаются преподаватели и студенты факультетов искусств и культуры, однако у них часто возникают трудности, так как для этого нужно быть компетентным в таких областях, как дидактика, психология искусства и так далее. Ещё одна сложность заключается в том, что нужно учитывать индивидуальные особенности развития каждого ребёнка: у одного могут быть проблемы с речью, у других — эмоциональная «зажатость», у третьих — отстранённость от коллектива, у некоторых — агрессивность поведения и так далее. Всё это обусловлено пережитыми ранее психологическими травмами или перенесёнными болезнями. Главная цель — получить доверие ребёнка, вовлечь его в коллективную коммуникативно-познавательную деятельность средствами искусства, учитывая их воздействие на каждого ребёнка.